# Mendel Portugali
Mendel Portugali (Călărași, 1888 - 13 de janeiro de 1917) foi uma das principais figuras da Segunda Aliyah e fundador do movimento Hashomer.

## Biografia
Mendel Portugali nasceu em 1888 em Călărași, Bessarábia, Império Russo (agora parte da Moldávia).
Quando menino, estudou em um cheder. Em 1899, frequentou uma escola de comércio em Quixinau. Embora fosse um bom aluno, foi expulso dois anos depois por suas ligações com um grupo revolucionário. Ao voltar para casa, Mendel decidiu que queria ser comerciante, mas seus pais se opuseram veementemente à ideia, que consideravam abaixo da dignidade da família.
Ele passou seu tempo tentando fazer com que moldavos se levantassem contra o que ele considerava um regime opressivo, mas eles se recusaram a vê-lo como qualquer coisa além de mais um revolucionário judeu incitando-os contra o czar. Foi espancado e preso. Sua casa foi revistada, literatura sediciosa foi encontrada e Mendel foi condenado a três anos de trabalhos forçados na Sibéria. Ele serviu dois deles, até receber o perdão por ocasião do nascimento do herdeiro de Nicolau II, o czarevich Aleksei.
Mendel juntou-se ao Poale Zion, trabalhou como professor de matemática e aprendeu agricultura com os seus vizinhos moldavos.
Quando eclodiu o pogrom de 1905, Mendel e Israel Giladi estiveram envolvidos na defesa da comunidade judaica de Călărași. Durante os combates, ele foi ferido nas costas. Mendel e seu irmão tiveram que fugir pela fronteira porque a polícia tinha um mandado de prisão para eles.
Ele seguiu para a Palestina, sua família se juntou mais tarde. Casou-se com Tova Eylovich com quem teve três filhos, um dos quais morreu na infância.
Mendel foi um dos fundadores do Bar-Giora e do Hashomer. Ele exerceu uma influência restritiva sobre alguns dos membros mais precipitados. Em Sejera, eclodiu uma desavença entre os membros do coletivo e um dos gerentes, que substituiu os trabalhadores judeus por felás. Vários trabalhadores e vigias quiseram agredir o gerente e Mendel os impediu, sugerindo que entrar em greve era uma opção melhor em todos os sentidos.
Ele serviu como um dos três presidentes do Hashomer. Como tal, ele se ocupava em recrutar novos membros e também contratar vigias temporários durante as colheitas. Embora associado à guarda durante a maior parte de sua vida, Mendel sentiu uma afinidade maior com o trabalho da terra. Mendel defendia que era necessário aos membros do Hashomer integrar o dever da guarda com o trabalho no campo, para serem "saudáveis de corpo e espírito".
Em 1917, durante o serviço, ele jogou a arma para o alto, que disparou, ferindo-o mortalmente. Ele permaneceu alguns dias em grande agonia, mas sem reclamar, até falecer em 13 de janeiro de 1917. Ele foi enterrado ao lado de sua esposa, Tova, no cemitério de Kfar Giladi.